# رود ليون
رود ليون (بالإنجليزية: Rod Lyon)‏ هو مهندس وصحفي وكاتب بريطاني، ولد في القرن العشرين في كورنوال في المملكة المتحدة.